# 大門正克
大門 正克（おおかど まさかつ、1953年4月 - ）は、日本の経済学者・歴史学者。専攻は日本近現代経済史・農村社会史。横浜国立大学名誉教授。早稲田大学教育・総合科学学術院特任教授。横浜国立大学副学長・理事・経済学部教授。歴史学研究会編集長を歴任。

## 来歴・人物
千葉県出身。1977年、一橋大学経済学部卒業。1982年、一橋大学大学院経済学研究科博士課程単位取得満期退学。大学・大学院では中村政則に師事する。また西田美昭の大学院ゼミにも参加。1996年一橋大学博士（経済学）。
一橋大学助手、大月短期大学講師を経て、1987年同短大助教授。その後、都留文科大学教授を経て、横浜国立大学大学院国際社会科学研究院グローバル経済専攻教授。2007年横浜国立大学経済学部長、2015年、長谷部勇一学長の下で国立大学法人横浜国立大学理事（総務担当）・副学長。
1985年朝日学術奨励賞受賞。2012年から歴史学研究会編集長。小平市市史編さん委員会副委員長、歴史学研究会研究部長、政治経済学・経済史学会理事等も歴任。九条の会賛同者。

## 著書

### 単著
- 『明治・大正の農村』（岩波書店［岩波ブックレット］、1992年）
- 『近代日本と農村社会―農民世界の変容と国家』（日本経済評論社、1994年）
- 『民衆の教育経験 ―農村と都市の子ども』（青木書店、2000年／増補版・岩波現代文庫、2019年）
- 『歴史への問い／現在への問い』（校倉書房、2008年）
- 『日本の歴史15　一九三〇年代から一九五五年　戦争と戦後を生きる』（小学館、2009年）
- 『語る歴史、聞く歴史―オーラル・ヒストリーの現場から』（岩波新書、2017年）
- 『日常世界に足場をおく歴史学　新自由主義時代のなかで』（本の泉社、2019年）

### 共著
- （伊藤正直・鈴木正幸）『戦間期の日本農村』（世界思想社、1988年）
- （水内俊雄・鈴木勇一郎・森田真也・岡本真佐子）『「開発」の変容と地域文化』（青弓社、2006年）

### 編著
- 『昭和史論争を問う―歴史を叙述することの可能性』（日本経済評論社、2006年）
- 『新生活運動と日本の戦後：敗戦から1970年代』（日本経済評論社、2012年）

### 共編著
- （森武麿）『地域における戦時と戦後　庄内地方の農村・都市・社会運動』（日本経済評論社、1996年）
- （小野沢あかね）『展望日本歴史（21）民衆世界への問いかけ』（東京堂出版、2001年）
- （安田常雄・天野正子）『戦後経験を生きる―近現代日本社会の歴史』（吉川弘文館、2003年）
- （安田常雄・天野正子）『近代社会を生きる―近現代日本社会の歴史』（吉川弘文館、2003年）
- （大槻奈巳・岡田知弘・佐藤隆・進藤兵・高岡裕之・柳沢遊）『高度成長の時代1　復興と離陸』（大月書店、2010年）
- （大槻奈巳・岡田知弘・佐藤隆・進藤兵・高岡裕之・柳沢遊）『高度成長の時代2　過熱と揺らぎ』（大月書店、2010年）
- （大槻奈巳・岡田知弘・佐藤隆・進藤兵・高岡裕之・柳沢遊）『高度成長の時代3　成長と冷戦への問い』（大月書店、2011年）
- （岡田知弘・河西英通・川内淳史・高岡裕之）『「生存」の東北史：歴史から問う3・11』（大月書店、2013年）